# Maison Trouard
La 'maison Trouard est une maison particulière parisienne du 9e arrondissement.

## Localisation
La Maison Trouard est située dans le 9e arrondissement de Paris, au numéro 9 de la rue du Faubourg-Poissonnière.
Ce site est desservi par la station de métro Bonne-Nouvelle.

## Historique

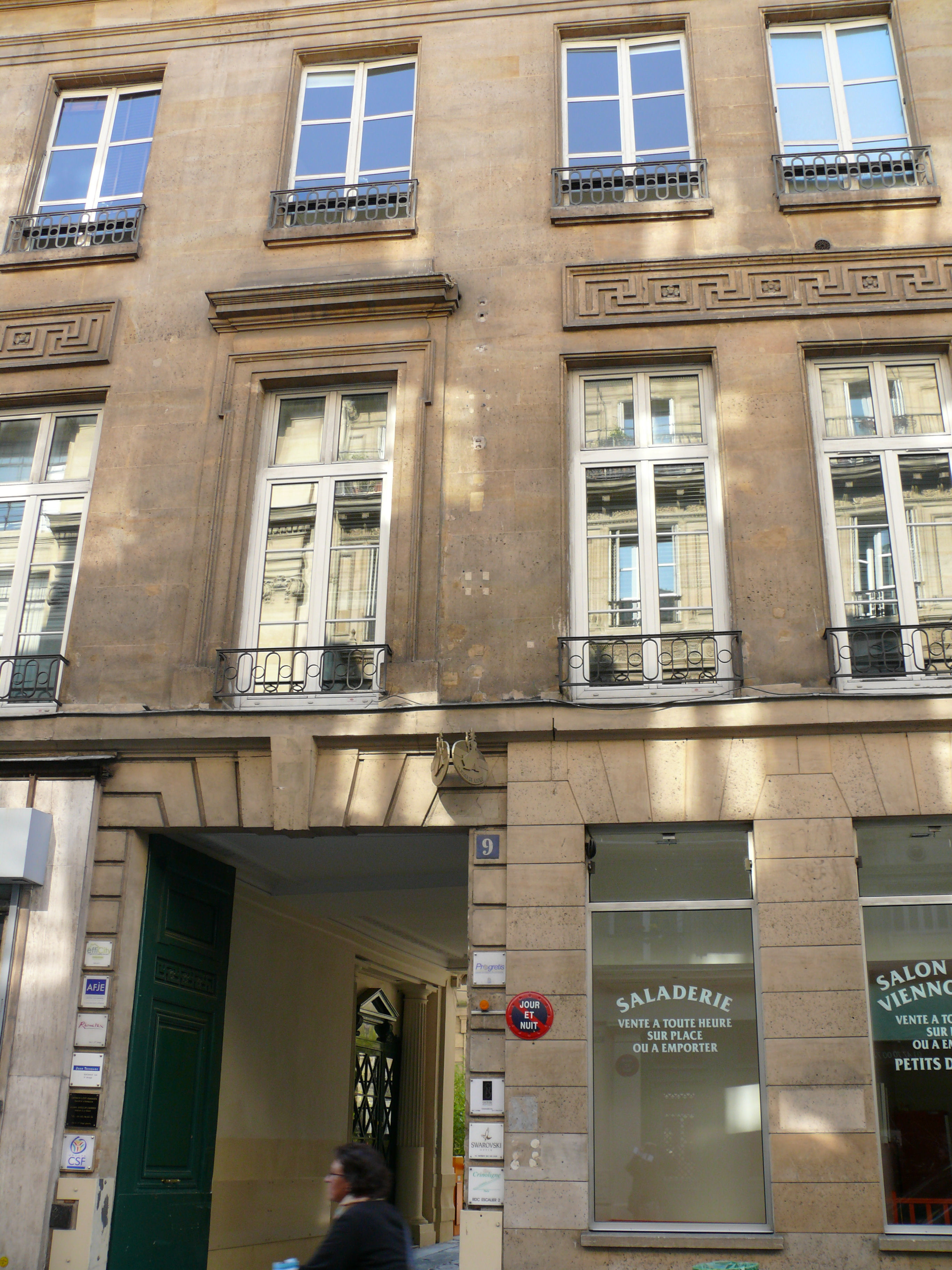
Façade rue du Faubourg-Poissonnière

L'hôtel a été construit en 1758, à son retour de Rome, par l'architecte Louis-François Trouard (1729-1794) pour son père Louis Trouard (mort en 1767). Ce dernier était sculpteur marbrier ordinaire du roi. Il appartenait à une dynastie d'artisans sculpteurs marbriers qui étaient installés dans ce quartier. Comme le note Pascal Étienne dans son livre sur le faubourg Poissonnière, les relations familiales entre groupes de même condition ont permis, en trois générations, un enrichissement considérable. Les trois familles d'artisans du quartier - les Adam, les Leprince, les Trouard - ont pu avoir des fortunes équivalentes à celles d'un président du Parlement de Paris. Louis Trouard s'était marié en 1723 à Marie-Élisabeth Leprince.
Ā la mort de Louis Trouard, la maison revient aux enfants de sa fille Marie-Élisabeth Trouard qui s'était mariée à Pierre Alexandre-François Dubois, ingénieur en chef des ponts et chaussées de France et des ports maritimes de la province de Normandie. Ils vendent la maison en 1813 à Jean Meignan.
La maison a été louée en 1768 au président de Mesnières.
Louis-François Trouard a construit aussi pour ses parents la Maison Trouard située au 1 rue du Faubourg-Poissonnière, en 1761-1762. Elle a été habitée par ses parents et il en hérita à la mort de son père. Il la vendit peu après à Jean-Louis Cornillier, procureur au Châtelet. Elle a été détruite en 1841.
Louis Trouard possédait aussi la maison du 11 rue du Faubourg-Poissonnière, construite en 1740 au moment de la spéculation immobilière qui a été à l'origine du développement du quartier.

## Protections
L'immeuble fait l’objet d’une inscription au titre des monuments historiques depuis le 19 octobre 1927.

## Description
Construite en 1758, elle traduit une rupture avec le style Louis XV. Elle est une des premières de ce style, appelé alors style grec ou pré-néoclassique, construite à Paris. La frise de grecques en est la marque.
Peu de maisons de ce style ont été conservées. Elle est un exemple des recherches qui sont faites par la génération d'architectes qui comprend Pierre-Louis Moreau-Desproux, Samson-Nicolas Lenoir, Nicolas Le Camus de Mézières, Marie-Joseph Peyre, Charles De Wailly.